# Станіслав Шольц
Станіслав Шольц (лат. Stanislaus Scholz, пол. Stanisław Scholz; пом. до 20 лютого 1590) — львівський купець, представник роду Шольців, лавник і райця у Львові.

## Життєпис
Найстарший син Штанцеля Шольца та його дружини Анни. Після смерти батька в 1577 році разом із братом Каспером став опікуном молодших братів і сестер.
18 грудня 1577 року став членом львівської лави, 22 лютого 1588 року — членом львівської Ради, у 1589 році був скарбником (пол. loner).
Здійснив капітальний ремонт міської ратуші. Правдоподібно, це він (або його син Станіслав) — фундатор встановлення статуї Лева Лоренцовича в 1591 році, що збереглася і донині.
Дружина — Анна з Вільчеків. Діти:
- Станіслав
- Бальтазар